# Афера Трент
Афера Трент (енгл. Trent Affair) је био дипломатски инцидент који се догодио током 1861, за време Америчког грађанског рата који је запретио да доведе до рата између Сједињених Држава и Уједињеног Краљевства. Морнарица Сједињених Држава је илегално заробила двојицу дипломата Конфедерације са британског брода; Уједињено Краљевство је оштро протестовало. Инцидент је окончан тако што су Сједињене Државе пустиле дипломате на слободу.
Дана 8. новембра, УСС Сен Џасинто, под командом унионистичког капетана Чарлса Вилкса, је пресрео британски поштански брод РМС Трент, ком приликом су заробљена двојица дипломата Конфедерације – Џејмс Мареј Мејсон и Џон Слајдел. Ова двојица посланика су путовали у Британију и Француску како би се залагали за дипломатско признање Конфедерације, и лобирали за евентуалну финансијску и војну помоћ.
Јавност у Сједињеним Државама је славила заробљавање и током јавних окупљања против Британије претила ратом. У Конфедеративним Државама су се надали да ће инцидент да доведе до трајног погоршања англо-америчких односа, а можда чак и до рата или барем дипломатског признања Конфедерације од стране Британије. Конфедерација је схватала да њена независност потенцијално зависи од интервенције Британије и Француске. У Британији, јавност је негодовала због инцидента који је видела као нарушавање неутралности Британије и увреду националне части. Британска влада је захтевала извињење и пуштање затвореника на слободу, и предузела кораке да ојача своје војне снаге у Канади и на Атлантику.
Председник Абрахам Линколн и његови највиши саветници нису желели да ризикују рат са Британијом због овог питања. Након неколико напетих недеља, криза је разрешена када је Линколнова администрација пустила посланике на слободу и оградила се од акције капетана Вилкса, мада није издала формално извињење. Мејсон и Слајдел су наставили своје путовање за Британију, али нису успели да испуне свој циљ постизања дипломатског признања.

## Позадина
Односи са Сједињеним Државама су често били заоштрени па чак и на граници рата када је Британија замало подржала Конфедерацију у раној фази рата. Британске вође су константно биле незадовољне још од 1840-их до 1860-их оним шта су сматрали Вашингтоновим популизмом према демократским масама као у случају спора око орегонске границе од 1844. до 1846. Међутим, јавно мњење британске средње класе је гајило осећања „специјалног односа“ између два народа, на основу заједничког језика, миграција, евангелистичког протестантизма, либералних традиција и трговинских веза.
Током ове афере, Лондон је повукао линију а Вашингтон се повукао.
Конфедерација и њен председник, Џеферсон Дејвис, су од почетка веровали да ће зависност Европе од јужњачког памука довести до дипломатског признања и интервенције, у виду медијације. Историчар Чарлс Хабард је написао:
Дејвис је другима у влади оставио да се баве спољном политиокм, и уместо да развија агресивне дипломатске напоре, тежио је да очекује да догађаји сами испуне дипломатске циљеве. Нови председник је био гајио веровање да ће памук осигурати признање и легитимитет од стране европских сила. Једна од најјачих нада Конфедерације у то време је била вера да ће Британци, у страху од разарајућег утицаја на њихову текстилну индустрију, признати Конфедерационе Државе, и прекинути Унијину блокаду. Људи које је Дејвис одабрао за државног секретара и емисаре у Европи су били одабрани из политичких и личних разлога - не због свог дипломатског потенцијала. Ово је било, делом, услед веровања да ће памук успети да испуни циљеве Конфедерације без превелике помоћи дипломата Конфедерације.
Главни фокус спољних послова Уније је био управо супротан: да се спречи било какво британско признавање Конфедерације. Ако се изузме релативно мали погранични инцидент у пацифичком северозападу, англо-амерички односи су се константно поправљали током 1850-их. Питање територије Орегона, биртанско мешање у Тексасу, и спор око границе између Канаде и Сједињених држава су разрешени током 1840-их. Државни секретар Вилијам Х. Сјуард, главни архитекта америчке спољне политике током рата, је намеравао да одржава принципе политике која је служила његов државу добро још од времена Америчке револуције: неинтервенција Сједињених Држава у питања других држава и отпор страној интервенцији у питања Сједињених Држава и других држава на западној хемисфери.
Британски премијер лорд Палмерстон се залагао за политику неутралности. Његова међународна пажња је усмерена на Европу, где се дешавале са једне стране европске амбиције Наполеона III а са друге стране успон Бизмарка у Пруској. Током Грађанског рата, британске реакције на догађаје у Америци су биле обликоване пређашњим британским политикама и њиховим националним интересима, стратешким и економским. На западној хемисфери, како су се односи са Сједињеним Државама поправљали, Британија је постала обазривија у вези са конфронтирањем са Сједињеним Државама око питаања у Централној Америци.
Као поморска сила, Британија је имала дугу традицију инсистирања да неутралне државе поштују њене блокаде непријатељских држава. Од самог почетка рата, ова перспектива је водила британско деловање ка непредузимању било каквих мера које би Вашингтон могао да перципира као директно супротстављање блокади коју је Унија спроводила. Из перспективе Југа, британска политика се сводила на де факто подршку блокади, што је доводило до велике фрустрације на Југу.
Руски посланик у Вашингтону, Едуард де Стекл, је истакао како „Кабинет у Лондону са пуном пажњом прати унутрашње раздоре Уније и чека разрешење са нестрпљењем које му није лако да прикрије.“ Де Стекл је пренео својој влади процену да ће Британија признати Конфедеративне Државе најранијом приликом. Касијус Клеј, посланик Сједињених Држава у Русији је истакао: „На први поглед сам видео каква су осећања Енглеске. Надали су се нашој пропасти! Завиде нашој моћи. Није их брига ни за Југ нити за Север. Мрзе их обоје“.
На почетку Грађанског рата, посланик Сједињених Држава на Суду Светог Џејмса је био Чарлс Франсис Адамс. Он је јасно ставио до знања да Вашингтон овај рат сматра строго унутрашњом побуном, која Конфедерацији не даје права у складу са међународним правом. Свако деловање Британије према званичном признању Конфедерације би се сматрало чином који није пријатељски према Сједињеним Државама. Сјуардове инструкције Адамсу су укључивале сугестију да истакне Британији да држава са поседима разасутим свуда по свету, као и држава која у себи има Шкотску и Ирску, треба да буде врло обазрива према „постављању опасног преседана“
Искусни дипломата лорд Лајонс, Британски посланик у Сједињеним Државама, је упозорио Лондон о Сјуарду:
Не могу да се отргнем страху да ће он бити опасан министар спољних послова. Његово виђење односа између Сједињених Држава и Велике Британије је одувек било такво да га је посматрао као добар материјал за прављење политичког капитала.... Не мислим да би господин Сјуард разматрао да заиста зарати са нама, али би био сасвим склон да игра стару игру стицања популарности овде путем претње насиљем према нама.
Упркос неповерењу према Сјуарду, Лајонс је током 1861 одржавао „смирену и одмерену“ дипломатију која је допринела мирном разрешењу кризе Трент.

## Питање дипломатског признања (фебруар-август 1861)
Афера Трент није еруптирала као велика криза до краја новембра 1861. Прва карика у ланцу догађаја се одиграла у фебруару 1861, када је Конфедерација оформила трочлану европску делегацију која се састојала од Вилијама Лоундса Јансија, Пјера Роста, и Амброуза Дадлија Мана. Државни секретар Конфедерације, Роберт Тумс им је дао инструкције да представе европским владама природу и сврху јужњачких ставова, да започну дипломатске односе и да „преговарају о споразумима о пријатељству, трговини и поморству“. Тумсова упутства су укључивала детаљан правни аргумент о правима држава и о праву на сецесију. Услед стављања тежишта на питања памука и легалности, многи важни аспекти су недостајали у Тумсовим упутствима, укључујући питања блокаде јужњачких лука, корсара, трговине са Севером, робовласништва, и неформалне блокаде коју су Јужњаци увели тако што нису извозили памук.
Британски државници, као и други у Европи, су начелно веровали да је подела Сједињених Држава неизбежна. Имајући у виду сопствени неуспешни покушај да задрже бивше америчке колоније у свом царству оружаном силом, Британци су сматрали да су покушаји Уније да се супротстави свршеном чину неразумни, али су такође увиђали да је тај отпор Уније чињеница са којом морају да рачунају. Верујући да је исход рата унапред одлучен, Британци су сваку своју активност којом би могли да убрзају крај рата посматрали као хуманитарни гест. Расел је дао упутство Лајонсу да користи своју канцеларију, као и све друге стране које би могле да утичу на доношење споразума о окончању рата.
Комесари су се неформално срели са секретаром спољних послова лордом Раселом 3. маја. Иако је вест о бици за Форт Самтер тек стигла у Лондон, тренутне импликације отвореног рата нису расправљане на овом састанку. Уместо тога, изасланици су истицали мирољубиве намере своје државе и легалност сецесије као реакције на северњачко кршење права јужњачких држава. Излагање су завршили својим најјачим аргументом: значајем памука за Европу. Робовласништво је расправљано само када је Расел питао Јансија да ли ће Конфедерација поново успоставити међународну трговину робљем (што је став који је Јанси заговарао претходних година); Јанси је одговорио да то није део агенде Конфедерације. Расел је одбио да се обавеже на било шта, обећавши да ће питања која су отворена на састанку бити разматрана пред пуним саставом Кабинета.

У међувремену, Британци су покушавали да одлуче какав званични став да заузму по питању рата. 13. маја 1861, по Раселовој препоруци, краљица Викторија је издала декларацију о неутралности, што је служило као признање статуса Конфедерације као зараћене стране, и пружало бродовима Конфедерације исте привилегије у страним лукама које су имали бродови Сједињених Држава. 
 Бродови Конфедерације су могли да набављају гориво, намирнице и да буду поправљани у неутралним лукама, али нису могли да добијају наоружање или војну опрему. Доступност распрострањених британских колонијалних лука је омогућило бродовима Конфедерације да прате бродове Уније преко већег дела света. Француска, Шпанија, Холандија и Бразил су следили Британију. Статус зараћене снаге је влади Конфедерације пружио прилику да прибавља намирнице, склапа уговоре са британским компанијама, и да купује бродове како би развијала морнарицу. Краљичина прокламација је јасно истицала да је Британцима забрањено да ступају у војску било које стране, да опремају бродове зараћених страна за ратна дејства да крше блокаде или да транспортују војну опрему, документа или особље било које од страна.
Дана 18. маја, Адамс се састао са Раселом да протестује због декларације о неутралности. Адамс је тврдио да је Велика Британија признала стање зараћености „пре него што су они [Конфедерација] уопште показали своју способност да воде било какву врсту рата, изузев унутар једне од њихових сопствених лука уз све могуће предности […] проглашени су поморском снагом пре него што су извели иједног корсара у океан.“ Главна брига Сједињених Држава у овом тренутку је билад а је признање зараћености био први корак ка дипломатском признању. Иако је Расел рекао да се признање тренутно не разматра, није искључио ту могућност у будућности, мада је пристао да обавести Адамса ако се позиција његове владе промени.</ref>
У међувремену, у Вашингтону, Сјуард је био узнемирен и због прокламације о неутралности и због Раселових састанака са представницима Конфедерације. У писму Адамсу 21. маја, за које је наложио Адамсу да покаже Британцима, Сјуард је протестовао због британског примања изасланика Конфедерације, и наредио је Адамсу да не сарађује са Британцима све док се они састају са представницима Конфедерације. Формално признање би од Британије начинило непријатеља Сједињених Држава. Председник Линколн је прегледао писмо, ублажио реторику, и рекао Адамсу да не да Раселу примерак писма већ да се ограничи само на цитирање оних делова за које Адамс сматра да су прикладни. Адамса је шокирало чак и ово ублажено писмо, јер је имао осећај да се у њему готово прети покретањем рата против целе Европе. Када се састао са Раселом 12. јуна, након што је примио писмо, Адамсу је речено да се Велика Британија често састајала са представницима побуњеника против држава са којима је Велика Британија била у миру, али да нема намеру да се убудуће састаје са мисијом Конфедерације.
Даљи проблеми око могућег дипломатског признања су се развили када је, средином августа, Сјуард сазнао да су Британци тајно преговарали са Конфедерацијом како би је убедили да прихвати Париску декларацију о поштовању поморског права. Париска декларација из 1856. је потписницима бранила да ангажују корсаре против осталих потписника, штитила је робу неутралних страна која се доставља зараћеним странама, изузев „забрањене ратне робе“, и признавала блокаде само ако би се показале ефикаснима. Сједињене Државе испрва нису потписале споразум, али након што је Унија објавила блокаду Конфедерације, Сјуард је наредио посланицима Сједињених Држава у Британији и Француској да поново отворе преговоре како би ограничили коришћење корсара од стране Конфедерације.
Међутим, 18. маја је Расел наложио Лајонсу да од Конфедерације тражи прихватање Париске декларације. Лајонс је овај задатак дао Роберту Банчу, британском конзулу у Чарлстону у Јужној Каролини, коме је рекао да контактира гувернера Јужне Каролине, Франсиса Вилкинсона Пикенса. Банч је превазишао своје инструкције: заобишао је Пикенса, и отворено уверавао Конфедерацију да је прихватање Париске декларације „први корак ка [британском] признавању“. За његову индискрецију се убрзо сазнало у Унији. Роберт Мур, трговац из Чарлстона, родом Британац, је ухапшен у Њујорку. Мур је био пуковник у милицији Јужне Каролине, и имао је британски дипломатски пасош који му је издао Банч, и носио је британску дипломатску ташну (која је претражена). Ташна је садржавала преписку између Банча и Британије, као и про-конфедерацијске памфлете, лична писма Јужњака ка примаоцима у Европи, и депешу Конфедерације у којој се говорило о Банчовим договорима са Конфедерацијом, укључујући и разговоре о признању.
Када је Расел био суочен са овим открићем, признао је да је његова влада покушавала да договори да Конфедерација прихвати услове споразума који се тичу неутралне робе (али не и корсара), али је негирао да је то на било који начин био корак према развијању дипломатских односа са Конфедерацијом. Уместо да реагује као раније, приликом признања стања зараћености, Сјуард је пустио да ова ситуација прође. Захтевао је опозив Банча, али је Расел то одбио.
Под Наполеоном III, француска свеукупна спољна политика је била у супротности са британском, али је Француска начелно о сукобљеним странама у Грађанском рату заузимала сличне ставове као Британија, а често је и подржавала британске ставове. Сарадња између Британије и Француске је у Сједињеним Државама започела између Анрија Мерсијеа, француског посланика, и Лајонса. На пример, 15. јуна, њих двојица су покушали да се заједно састану са Сјуардом поводом прокламације о неутралности, али је Сјуард инсистирао да се састане са обојицом засебно.
Едуард Тувенел је био француски министар спољних послова током целе 1861, све до јесени 1862. Он је генерално био сматран поборником Уније, и утицао је на ублажавање Наполеонове првобитне намере да дипломатски призна независност Конфедерације. Тувенел се незванично састао са изаслаником Конфедерације Пјером Ростом у јуну, и рекао му да не очекује дипломатско признање.
Линколн је за посланика у Француској поставио Вилијама Л. Дејтона из Њу Џерзија. Дејтон није имао искуства у спољним пословима, и није говорио француски, али му је у великој мери помагао генерални конзул Сједињених Држава у Паризу, Џон Бигелоу. Када је Адамс протестовао код Расела због признања Конфедерације као зараћене стране, Дејтон је уложио сличан протест код увенела. Наполеон је Сједињеним Државама понудио посредовање у решавању сукоба са Југом, а Сјуард је наложио Дејтону да пренесе да „ако би било каква медијација уопште била прихватљива, његову бисмо тражили или прихватили“
Када су вести о победи Јужњака у Првој бици код Бул Рана стигле у Европу, учврстиле су став британије да је независност Конфедерације неизбежна. У нади да ће профитирати од овог успеха на бојишту, Јанси је захтевао пријем код Расела, али је одбијен и речено му је да сва комуникација треба да буде у писаној форми. Јанси је 14. августа предао дугачко писмо у коме је поново објашњавао разлоге зашто Конфедерацију треба званично признати, и захтевао је нови састанак са Раселом. У Раселовом одговору 24. августа, насловљеном комесарима „такозваних Конфедеративних Америчких Држава“ је поново истакнуто да је британски став да је рат унутрашње питање а не рат за независност. Британска политика ће се променити само ако „ратна срећа или мирољубивији вид преговора буду одредили одговарајуће положаје двеју зараћених страна“. Састанак није заказан и ово је била последња комуникација између британске владе и дипломата Конфедерације. Када је афера Трент избила у новембру и децембру, Конфедерација није имала ефективан начин да директно комуницира са Великом Британијом, и остала је у потпуности изван преговарачког процеса.
До августа 1861, Јансију је било свега доста и био је спреман да да оставку. Истог месеца, председник Дејвис је одлучио да су му потребне дипломате у Британији и Француској. Конкретно, посланици који би били у бољој позицији да служе као посланици Конфедерације ако би Конфедерација стекла међународно признање. Одабрао је Џона Слајдела из Луизијане и Џејмса Мејсона из Вирџиније. Обојица су били широко поштовани на целом Југу, и имали су одређена искуства у спољним пословима. Слајдела је председник Полк поставио за преговарача на крају Мексичко-америчког рата, а мејсон је био председавајући сенатског Комитета за спољне односе од 1847 до 1860.
Р. М. Т. Хантер из Вирџиније је био нови државни секретар Конфедерације. Он је Мејсону и Слајделу дао упутства да истакну како је положај Конфедерације јачи сада када се проширила са седам на једанаест држава, уз вероватноћу да ће и Мериленд, Мисури и Кентаки да се у неком тренутку прикључе новој држави. Независна Конфедерација би ограничила индустријске и поморске амбиције Сједињених Држава и довела до узајамно корисног трговинског савеза између Велике Британије, француске и Конфедералних Држава. Баланс снага на западној хемисфери би био поново успостављен јер би територијалне амбиције Сједињених Држава биле ограничене. Упутио их је да пореде ситуацију са Конфедерацијом са борбама за независност Италије које је Британија подржавала, и да цитирају Раселова писма у којима је оправдавао ту подршку. Од тренутне важности, требало је да изложе детаљан став против легалности блокаде коју је Унија успоставила. Уз формалне писане инструкције, Мејсон и Слајдел су носили и више докумената који би подржали њихове ставове.

## Потера и хватање (август–новембар 1861)
Планирани пут двојице дипломата није био тајан, и влада Уније је свакодневно добијала обавештајне податке о њиховом кретању. До 1. октобра, Слајдел и Мејсон су били у Чарлстону у Јужној Каролини. Њихов првобитни план је био да пробију блокаду у ЦСС Нешвилу, брзом пароброду, и да отплове директно за Британију. Међутим, главни канал који је водио до Чарлстона је чувало пет бродова Уније, а газ Нешвила је био превише дубок за било који од споредних канала. Разматран је ноћни бег, али су плиме и снажни ноћни ветрови спречили ту идеју. Такође је разматрана и копнена рута кроз Мексико, и испловљавање из Матамороса, али је одлагање у трајању од неколико месеци било неприхватљиво.
Као алтернатива је предложен пароброд Гордон. Он је имао довољно плитак газ да користи споредне канале, и могао је да развије преко 12 чворова, што је било више него довољно да побегне потери бродова Уније. Влади Конфедерације је понуђено да купи Гордон за 62.000$, или да га изнајми (чартер) за 10.000$. Трезор Конфедерације није могао да приушти ово, али је локални трговац памуком, Џорџ Тренхолм понудио да плати 10.000$ под условом да добије половину товарног простора повратном путу. Име брода је промењено у Теодора, и брод је напустио Чарслтон у 1 ујутро 12. октобра, и успешно је избегао бродове Уније који су спроводили блокаду. 14. октобра је стигао у Насау на Бахамима, али је пропустио везу са британским паробродом који је ишао за Сент Томас на Данским Западноиндијским острвима, главну луку за британске бродове који су из Кариба ишли за Британију. Међутим, тамо су сазнали да би на Куби могло бити британских поштанских бродова, па се Теодора окренула на југозапад ка Куби. Теодора стигла до обале Кубе 15. октобра, са готово празним залихама угља. Ту су се срели са шпанским ратним бродом, на који су се Слајдел и Џорџ Јустис, млађи укрцали, и сазнали да британски поштански бродови заиста полазе из Хаване, али да је последњи управо отишао, а да следећи, пароброд РМС Трент, стиже за три недеље. Теодора се усидрила у Карденасу 16. октобра, и Мејсон и Слајдел су се искрцали. Двојица дипломата су одлучила да се сместе у Карденасу пре него што копном пређу за Хавану како би ухватили следећи британски брод..
У међувремену, до савезне владе су стигле гласине да су Мејсон и Слајдел побегли Нешвилом. Обавештајци Уније нису испрва сазнали да су Мејсон и Слајдел из Чарлстона отишли Теодором. Секретар морнарице Сједињених Држава Гидеон Велес је на гласине да су Мејсон и Слајдел побегли из Чарлстона реаговао наредбом адмиралу Семјуелу Ф. Дупонту да пошаље брзи ратни брод ка Британији да пресретне Нешвил. 15. октобра, пароброд Уније УСС Џејмс Едгер под командом Џона Б. Марчанда је запловио према Европи како би јурио Нешвила све до Ламанша ако је потребно. Џејмс Едгер је стигао у Британију и пристао у луку Саутхемптон почетком новембра. Британска влада је била свесна да ће Сједињене Државе покушати да заробе дипломате, и Британци су такође веровали да су они на Нешвилу. Палмерстон је наредио да ратни брод Краљевске морнарице патролира унутар три миље око очекиване дестинације Нешвила, како би осигурао да ако до заробљавања дође, оно буде изван британских територијалних вода. Овим би се избегла дипломатска криза до које би дошло ако би Џејмс Едгер јурио Нешвил кроз британске воде. Када је Нешвил стигао 21. новембра, Британци су били изненађени кад су сазнали да посланици нису на броду.
Парна фрегата Уније УСС Сен Џасинто, под командом капетана Чарлса Вилкса, је стигла у Сент Томас 13. октобра. Сен Џасинто је крстарио афричком обалом готово месец дана пре него што је кренуо на запад са наредбом да се придружи снагама морнарице Сједињених Држава које су се спремале за напад на Порт Ројал у Јужној Каролини. Међутим, у Сент Томасу, Вилкс је сазнао да је Конфедерацијин број ЦСС Самтер заробио три трговачка брода Уније код Сјенфуегоса у јулу. Вилкс се запутио тамо, упркос што је било мало вероватно да је Самтер остао у овој области. У Сјенфуегосу је из новина сазнао да Мејсон и Слајдел планирају да напусте Хавану 7. новембра на британском поштанском броду РМС Трент, који ће пловити прво за Сент Томас па затим за Енглеску. Схватио је да би брод на свом путу морао да користи уски Бахамски канал. Вилкс је разматрао правне опције са својим подређеним, поручником Доналдом Ферфаксом, и прегледао правничке књиге пре прављења планова о пресретању. Вилкс је заузео став да Мејсон и Слајдел представљају „контрабанду“ (забрањену робу), коју брод Сједињених Држава сме да заплени. Међутим, историчари су закључили да није постојао правни преседан за заробљавање.
Овакво агресивно доношење одлука је представљало уобичајени Вилксов начин командовања. С једне стране, био је признат као „истакнути истраживач, писац и морнарички официр“ Са друге стране, „имао је репутацију тврдоглавог, фанатичног, импулсивног и понекад непослушног официра“. Службеник трезора, Џорџ Харингтон је упозорио Сјуарда о Вилксу: „Он ће нам задавати невоље. Има преобиље самопоуздања и мањак просуђивања. Када је командовао великом истраживачком мисијом, извео је пред војни суд готово све своје официре; само он је био у праву, сви остали су били у криву.“
Трент је испловио 7. новембра, као што је било и планирано. На броду су били Мејсон, Слајдел, њихови секретари и Слајделова жена и деца. Као што је Вилкс и предвидео, Трент је прошао кроз Бахамски канал, где је Сен Џасинто чекао. Око поднева 8. новембра, извиђачи Сен Џасинта су уочили Трент, који је развио британску заставу кад се приближио. Сен Џасинто је затим испалио хитац преко прамца Трента, што је капетан Трента Џејмс Мојр игнорисао. Сен Џасинто је испалио и други хитац који је завршио тачно испред Трента. Трент је стао након овог другог хица. Капетан Вилкс је позвао поручника Ферфакса и дао му следеће инструкције написмено:
Након што се укрцаш, захтеваћеш да видиш папире пароброда, њену отпремницу из Хаване, уз списак путника и чланова посаде.
Уколико господин Мејсон, господин Слајдел, господин Јустис и господин МакФарланд буду на броду, зароби их и пошаљи их на овај брод и зароби га [Трент] као плен. … Они морају бити доведени овамо.

Одузећеш све ковчеге, кутије, пакете и торбе које припадају њима, и послаћеш их на овај брод; депеше које се нађу у поседу заробљеника, или у осталих на пароброду, биће одузете, испитане, и задржане уколико буде потребно.
Ферфакс се укрцао на Трент из кутера. Два кутера на којима је била екипа од двадесет људи наоружаних пиштољима и сабљама је пришла Тренту. Ферфакс, уверен да Вилкс прави међународни инцидент и не желећи да га додатно увећа, је наредио својој наоружаној пратњи да остане у кутеру. Након што се попео на брод, Ферфакса су отпратили до разбеснелог капетана Мојра коме је рекао да има наређења да „ухапси господина Мејсона и господина Слајдела и њихове секретаре, и да пошаље заробљенике на оближње ратно пловило Сједињених Држава“. Посада и путници су почели да прете поручнику Ферфаксу, и наоружана посада из два кутера је на то реаговала тако што се попела на брод да га заштити. Капетан Мојр је одбио Ферфаксов захтев да прегледа списак путника, али су Слајдел и Мејсон иступили и представили се. Мојр такође није допустио претрагу пловила за забрањеном робом, а Ферфакс није инсистирао на овоме јер би то подразумевало заплену брода, што би се могло сматрати чином рата. Мејсон и Слајдел су истакли формално одбијање да добровољно пођу са Ферфаксом, али се нису опирали када их је Ферфаксова посада одвела на кутер.
Вилкс је касније тврдио да је веровао да Трент носи „веома важне депеше и да је садржавао инструкције штетне по Сједињене Државе“. Поред чињенице да Ферфакс није успео да претражи Трент, постојао је још један разлог зашто документи нису нађени у пртљагу који су носиле дипломате. Мејсонова ћерка је 1906. писала да је торбу са депешама Конфедерације чувао командир Вилијамс из Британске ратне морнарице, који је био путник на Тренту, и који је касније предао торбу изасланицима Конфедерације у Лондону. Ово је било јасно кршење краљичине прокламације о неутралности.
Међународно право је налагало да се када се забрањена роба нађе на броду, брод превезе до најближег суда за заплене да би се донела пресуда. Иако је ово била првобитна Вилксова намера, Ферфакс се противио овоме, јер би премештање посаде са Сен Џасинта на Трент оставило Сен Џасинто са опасно малим бројем чланова посаде, а и да би довело до озбиљних непријатности за остале путнике на Тренту, као и за примаоце поштанских пошиљки. Вилкс, чија је одговорност била да донесе коначну одлуку, се сложио и броду је дозвољено да настави пловидбу ка Сент Томасу, без двојице изасланика Конфедерације и њихових секретара.
Сен Џасинто је стигао у Хамптон Роудс у Вирџинији 15. новембра, где је Вилкс послао телеграм о заробљавању у Вашингтон. Након тога му је наређено да оде у Бостон и да преда заробљенике у Форт Ворен, затвор за заробљене Јужњаке.

## Америчка реакција (16. новембар – 18. децембар 1861)
Већина Северњака је за заробљавање Трента сазнало 16. новембра када је вест објављена у поподневним новинама. До понедељка, 18. новембра, штампа је изгледала „универтално обузета великим таласом шовинистичког усхићења“. Мејсон и Слајдел, „амбасадори у кавезу“, су проглашавани „подлацима“, „кукавицама“, „снобовима“, и „хладним, окрутним и себичним“.
Сви су били спремни да изнесу правно оправдање овог заробљавања. Британски конзул у Бостону је запатзио да се сваки други грађанин „шетао около са књигом закона под мишком, доказујући право С. Џасинта да заустави поштански брод њеног височанства“. И многе новине су такође износиле аргументе у прилог легалности Вилксових акција, и многи правници су иступали са својим одобравањем. Професор права на Харварду, Теофилус Парсонс је писао, „Подједнако сам сигуран да је Вилкс имао законско право да одведе Мејсона и Слајдела са Трента, као што сам сигуран да наша влада има законско право да блокира чарлстонску луку.“ Кејлеб Кушинг, истакнути демократа, и бивши државни правобранилац (под Френклином Пирсом) се такође слагао: „По мојој просуди, чин капетана Вилкса је био један од оних које би свака држава која гаји самопоштовање морала да уради и које би урадила својим сувереним правом и моћи, невезано за околности“. Ричард Хенри Дејна, млађи, који је сматран стручњаком за поморско право, је оправдавао притвор јер су изасланици били ангажовани „искључиво у мисији непријатељској према Сједињеним Државама“ што их је чинило кривим за „издају према домаћем закону“. Едвард Еверет, бивши посланик у Великој Британији и бивши државни секретар је такође тврдио да је „притвор савршено законит [и] њихово затварање у Форт Ворен ће бити савршено законито“.
У Бостонском хотелу Ривир хаус је 26. новембра одржан банкет у Вилксову част. Гувернер Масачусетса Џон А. Ендру је хвалио Вилкса због његовог „мужевног и херојског успеха“ и говорио је о „усхићењу америчког срца“ када је Вилкс „испалио хитац преко брода осликаног британским лавом“ Џорџ Т. Бигелоу, врховни судија Масачусетса је о Вилксу говорио задивљено: „Као и сви лојални људи Севера, протеклих шест месеци сам уздахивао надајући се некоме ко ће казати ја ћу преузети одговорност.“ 2. децембра, Конгрес је једногласно донео резолуцију којом се захваљује Вилксу „због његовог храброг, вештог и патриотског држања приликом хапшења и притварања издајника, Џејмса М. Мејсона и Џона Слајдела“, и предложио да му се додели „златна медаља са одговарајућим обележјима ... као сведочанство о високом осећању Конгреса према његовом добром владању“.
Међутим, како је случај ближе разматран, људи су почели да гаје сумње. Секретар морнарице, Гидеон Велес је исказао двосмисленост коју су многи осећали када је Вилксу писао о „емпатичном одобравању“ његових акција од стране Министарства морнарице али га је уједно упозоравао да неодвожење Трента пред суд за заплене „ни у ком случају не сме да се допусти да постане преседан за третман било којих сличних кршења неутралних обавеза у будућности.“ Олбани ивнинг џурнал Тарлоуа Вида је изнео став да ако је Вилкс „испољио неоправдану слободу одлучивања, наша влада ће правилно одустати од поступка и пружити Енглеској 'сваку сатисфакцију' у складу са чашћу и правдом“. Није протекло дуго времена док и остали нису почели да коментаришу да је заробљавање Мејсона и Слајдела врло подсећало на праксе претраге и заробљавања којима су се Сједињене Државе противиле још од свог оснивања, и које су претходно довеле до Рата 1812. са Великом Британијом. Идеја да се људи сматрају забрањеном робом није била претерано пријемчива многима.
Људи су такође ускоро почели да увиђају да би овај случај могао да буде разрешен мање на основу законитости а више на основу нужности да се избегне озбиљан сукоб са Британијом. Старији државници Џејмс Бјукенан, Томас Јуинг, Луис Кас и Роберт Џ. Вокер су сви јавно иступили са ставом да је неопходно да се заробљене дипломате пусте. До треће недеље децембра, мишљење већине уредништава новина је почело да се угледа на ове ставове и да припрема америчку јавност за пуштање заробљеника. Став да је Вилкс деловао без наређења и да је погрешио ефективно организујући суд за заплене на палуби Сен Џасинта је било раширено.
Сједињене Државе су испрва биле врло нераде да одступе. Сјуард није искористио почетну прилику да одмах пусти двојицу изасланика на слободу и да тиме потврди дуготрајну интерпретацију међународног права које су се Сједињене Државе држале. Крајем новембра је писао Адамсу да Вилкс није деловао по инструкцијама, али да ће се уздржати од даљих информација док не прими неки одговор од Велике Британије. Поново је истакао да би признање Конфедерације вероватно довело до рата.
Линколн је испрва био одушевљен због заробљавања и није био рад да ослободи затворенике, али кад су се страсти слегле је рекао:
Бојим се да ће се испоставити да издајници представљају беле слонове Морамо да се држимо америчких принципа који се тичу права неутралних страна. Сукобили смо се са Великом Британијом због њеног инсистирања … на праву да чини управо оно шта је капетан Вилкс урадио. Ако би Велика Британија сада протестовала против овог чина, и захтевала њихово пуштање, морамо их предати, упутити извињење због чина који је прекршио наше доктрине, и тиме заувек обавезати њу да одржава мир у односима са неутралним странама, и тако прихвати да је била у криву већ шездесет година.
Дана 4. децембра, Линколн се састао са Александером Галтом, будућим канадским послаником у Француској. Линколн му је саопштио да не жели невоље са Енглеском нити било какве непријатељске планове према Канади. Када је Галт питао конкретно за инцидент Трент, Линколн је одговорио, „Ох, то ће се разрешити“. Галт је своје белешке са састанка послао Лајонсу који их је проследио Раселу. Галт је написао да, упркос Линколновим уверавањима, „Не могу, међутим, да отргнем из ума утисак да је политика америчке владе подложна утицајима народних импулса, и да ни на какво уверавање не може или не треба да се ослања под тренутним околностима.“ Линколн се у свом годишњем обраћању Конгресу није директно дотакао афере Трент, али је ослањајући се на процене министра рата Сајмона Камерона да Сједињене Државе могу да мобилишу војску од 3.000.000 људи, истакао да би могао „свету да покаже да док се бавимо гушењем поремећаја код куће смо уједно способни да се заштитимо од претњи споља“.
Финансије су такође играле улогу: Секретара трезора Салмона П. Чејса су бринули сви догађаји који би могли да утичу на америчке интересе у Европи. Чејс је био свестан намере њујоршких банки да суспендују исплате у тврдој валути, и касније је изнео опсежан аргумент у прилог Сјуарду на божићном састанку кабинета. Чејс је у свом дневнику записао да је ослобађање Мејсона и Слајдела „…било као жуч и пелин за мене. Али не можемо да приуштимо одлагања док ствар виси у неизвесности, јавно мњење ће остати узнемирено, наша трговина ће трпети озбиљну штету, наше акције против побуњеника ће бити веома ометене.“ Ворен напомиње, „иако афера Трент није узроковала националну банкарску кризу, допринела је практичном колапсу хаотичног система ратних финансија, који се заснивао на поверењу јавности.“
Дана 15. децембра, прве вести о британској реакцији су стигле у Сједињене Државе. Британија је за догађаје сазнала 27. новембра. Линколн је био са сенатором Орвилом Браунингом када је Сјуард донео прве новинске депеше, које су наводиле да је Палмерстон захтевао ослобађање затвореника и извињење. Браунинг је сматрао да је британска претња ратом „глупа“ али је рекао, „борићемо се са њом до смрти“. Те ноћи на дипломатском пријему, Вилијам Х. Расел је чуо Сјуарда како каже, „обавићемо цео свет пламеном“. Влада је са пре званичне реакције чекала формални британски одговор који није стигао у Сједињене Државе до 18. децембра.

## Британска реакција (27. новембар – 31. децембар 1861)
Када је УСС Џејмс Едгер стигао у Саутхемптон и командир Марчанд у Тајмсу прочитао да су његове мете стигле на Кубу, хвалио се да би заробио двојицу изасланика, надомак британске обале ако је потребно, све и ако се налазе на британском броду. Услед забринутости која је настала због Марчандових изјава, британско министарство спољних послова је захтевало правно мишљење од тројице правника Круне (краљичиног адвоката, државног правобраниоца и заменика државног правобраниоца) о законитости заробљавања дипломата на британском броду. Писани одговор 12. новембра је гласио:
Ратни брод Сједињених држава који пресретне британски поштански пароброд [ово је био пример коришћен у хипотетичком питању које је кабинет доставио] изван граница територијалних вода Уједињеног Краљевства може да га заустави, његова посада може да се укрца на брод, да прегледа његове папире, отвори опште поштанске вреће, и да испита њихов садржај, међутим, без отварања било које поштанске вреће или пакета адресираног ка било ком службенику или одељењу владе њеног височанства.

Ратни брод Сједињених Држава може да на палубу западноиндијског пароброда постави запленску посаду, и да га одвезе у луку у Сједињеним Државама како би запленски суд тамо донео пресуду; али не би имао право да премешта господу Мејсона и Слајдела, и да их одводи као заробљенике, оставивши брод да настави своје путовање.
Дана 12. новембра, Палмерстон је на састанку уживо упозорио Адамса да ће Британси какогод сматрати увредом ако изасланици буду одведени са британског брода. Палмерстон је истакао да би заробљавање изасланика Конфедерације било „врло неприкладно на сваки начин на који [Палмерстон] може да сагледа“ и да неколицина конфедералиста више у Британији не би „довело до било какве промене у већ успостављеној политици“. Палмерстон се распитивао о присуству Едгера у британским водама, а Адамс га је уверавао да је прочитао Марчандова наређења (Марчанд је посетио Адамса у Великој Британији) која су се ограничавала на заробљавање Мејсона и Слајдела на броду Конфедерације.
Вести о стварном заробљавању Мејсона и Слајдела су стигла у Лондон тек 27. новембра. Већина јавности и многе новине су одмах перципирале овај догађај као велику увреду британској части и флагрантно кршење поморског права. Одговор Лондон кроникла је био типичан:
Господин Сјуард … се напреже да изазове заваду са целом Европом, у оном духу неразумног егоизма који подстиче Американце, са својом патуљастом флотом и безобличном масом некохерентних одреда које називају војском, да се сматрају једнаким са Француском на копну и са Великом Британијом на мору.
Лондонски Стандард је заробљавање видео као „само још један у низу унапред осмишљених удараца усмерених ка овој држави … како би је умешали у рат са северним државама“. Шкотски песник Чарлс Макај је у писму Сјуарду написао, „Људи су помахнитали од беса, и ако би се вршила анкета у земљи, бојим се да би 999 људи од њих 1.000 одмах објавило рат“. Један члан парламента који се иначе залагао за мир је рекао Макају да ако се Америка не искупи, он не види више сврху постојања заставе, њу би требало „исцепати на фронцле и послати у Вашингтон да се користи у председничком тоалету“. Међутим, заробљавање је довело до само једног скупа против Уније, одржаног у Ливерпулу (каснијем центру наклоности Конфедерацији) коме је председавао будући представник Конфедерације Џејмс Спенс.
Тајмс је објавио свој први извештај из Сједињених Држава 4. децембра, и његов дописник, Вилијам Х. Расел, је о америчким реакцијама писао, „Постоји толико насиља у духу у нижим слојевима народа и они су … толико засићени поносом и сујетом да би се било који часни уступак … испоставио фаталним за онога ко би га учинио“. Уредник Тајмса, Џон Т. Дилејни, је међутим, заузео умерен став, и упозорио људе да не „посматрају овај чин у најгорем светлу“ и да се запитају да ли има смисла да би Сједињене Државе, упркос британским бојазнима у вези са Сјуардом које су потицале из најранијих дана Линколнове администрације, „започињале сукоб са силама Европе“. Овакав уздржани став је био уобичајен у Британији: „штампа, у целини, је проповедала смиреност а такође ју је и хвалила, истичући умереност јавног мњења коју је перципирала“.
Британска влада је добила прве чврсте информације о Тренту од командира Вилијамса, који је отишао право у Лондон након што је стигао у Енглеску. Провео је неколико сати са Адмиралитетом и премијером. Прва реакција међу политичким вођама је било чврсто противљење америчким акцијама. лорд Кларендон, бивши секретар спољних послова, је изразио осећај који су многи делили када је оптужио Сјуарда да „покушава да нас испровоцира и увуче у сукоб али схвативши да не може да га изазове у Вашингтону је био одлучан да то учини на мору“.
Упркос Раселовом позиву да се одмах одржи састанак кабинета, Палмерстон је поново тражио мишљење правника, сада на основу догађаја који су се заиста одиграли, а хитан састанак кабинета је заказан два дана касније, за петак 29. новембар. Палмерстон је такође обавестио Министарство рата да ће смањење буџета планирано за 1862. бити замрзнуто. Расел се на кратко састао са Адамсом 29. новембра, како би утврдио да ли он може икако да разјасни америчке намере. Адамс није био свестан да му је Сјуард већ послао писмо у коме га обавеђтава да је Вилкс деловао без наређења, па стога није Раселу могао да пружи икакву информацију која би умирила ситуацију.
Палмерстон, који је веровао да је добио усмено уверавање од Адамса да британски бродови неће бити дирани, је наводно започео хитни састанак кабинета бацивши свој шешир на сто и изјавивши, „Не знам да ли ћете ви да трпите ово, али проклет да сам ако ћу ја да трпим.“ Прочитан је извештај правника и потврдио је да су Вилксове акције биле:
противзаконите и не могу бити оправдане међународним правом. „Сен Џасинто“ је сматрао да делује као зараћена страна, али „Трент“ није заробљен или одвезен у луку Сједињених Држава како би запленски суд тамо донео пресуду, и, под тим околностима, не може се сматрати да је кршио међународно право. Следи, да су са трговачког брода неутралне силе, који је био на законитом и невином путовању, одређени појединци одведени силом... Влада Њеног величанства ће, стога, по нашем мишљењу, имати право ако буде захтевала репарацију због међународног недела које је овом приликом учињено.
Лајонсове депеше су раздељене свим присутнима. У овим депешама, Лајонс је описивао узбуђену подршку заробљавању у Америци, и позивао се на претходне депеше у којима је упозоравао да би Сјуард могао да провоцира овакав инцидент. Такође је објашњавао како би Сједињеним Државама било тешко да признају да је Вилкс погрешио. Лајонс је предложио демонстрацију силе, која би укључивала слање појачања у Канаду. Палмерстон је указао лорду Раселу да је било врло вероватно да је цео инцидент био „намерна и смишљена увреда“ коју је осмислио Сјуард како би „провоцирао“ конфронтацију са Британијом.
Након неколико дана дискусија, 30. новембра, Расел је послао краљици Викторији нацрте депеша које је наменио да пошаље орду Лајонсу како би их овај предао Сјуарду. Краљица се замолила свог мужа, принца Алберта, да да своје мишљење. Иако је боловао од тифуса, од ког је ускоро и умро, Алберт је ишчитао депеше, закључио да је ултиматум сувише ратоборан, и саставио ублажену верзију. У свом одговору Палмерстону 30. новембра, Алберт је написао:
Краљица … би волела да види израз наде [у поруци Сјуарду] да амерички капетан није деловао по наредбама, или, ако јесте да их је неисправно интерпретирао [и] да је влада Сједињених Држава мора ббити у потпуности свесна да британска Влада не би могла да допусти увреду своје заставе, и да безбедност њених поштанских комуникација буде угрожена, и [да] влада њеног величанства не жели да верује да је влада Сједињених Држава намеравала да безобзирно увреди ову државу и да придода својим бројним несрећним компликацијама намећући нам питање спора, и да би нам зато било драго да верујемо … да ће они спонтано понудити обештећење какво би задовољило ову државу, наиме: враћање несрећних путника и прикладно извињење.
Кабинет је у своје званично писмо Сјуарду додао Албертове сугестије које би пружиле прилику Вашингтону да се одрекне Вилксових акција, као и било које америчке намере да се увреди британска застава. Британци су још увек захтевали извињење и пуштање изасланика Конфедерације. Лајонсу је у приватним упутствима наложено да Сјуарду да седам дана да одговори и да затвори дипломатско представништво у Вашингтону и врати се у Британију уколико задовољавајући одговор не стигне. У додатном покушају да смири ситуацију, Расел је додао своју привату порукку у којој је рекао Лајонсу да се састане са Сјуарду и упути га у садржај званичног писма пре него што оно заиста буде предато. Лајонсу је речено да ће, ако изасланици буду пуштени, Британци бити „прилично благи по питању извињења“ и да би објашњење послато преко Адамса вероватно било задовољавајуће. Поновио је да су Британци спремни да ратују ако буде потребно, и предложио да би „најбоље било ако би Сјуард могао да буде уклоњен, и уколико би рационалан човек био постављен на његово место“. Депеше су послате 1. децембра бродом Европа, и стигле су у Вашингтон 18. децембра.

### Дипломатија на чекању
Док су се војне припреме убрзавале, дипломатија је била на чекању до краја месеца док је Британија чекала амерички одговор. На британским финансијским тржиштима је владао немир од кад су стигле вести о Тренту. Вредност обвезница која је првобитно опала почетком месеца је пала за додатна два процента, достигавши ниво који је имала током прве године Кримског рата. Друге хартије од вредности су пале додатних 4 до 5 процената. Железничке акције и колонијалне и стране хартије од вредности су такође опале. Тајмс је изнео виђење да финансијска тржишта реагују као да је рат неизбежан.
Током раних разматрања око тога шта је пригодан британски одговор на заробљавање дипломата, постојала је бојазан да би Наполеон III искористио рат између Уније и Британије како би деловао против британских интереса у „европи или другде“. Француски и британски интереси су се сукобили у Индокини, у вези са изградњом Суецког канала, у Италији и у Мексику. Палмерстон је француско гомилање угља у Западним Индијама видео као назнаку да се Француска спрема за рат са Британијом. Француска морнарица је и даље била мања, али је осим тога показала да равноправна са британском морнарицом током Кримског рата. Потенцијално гомилање француских оклопњача би представљало јасну претњу у Ламаншу.
Француска је убрзо ублажила многе британске бриге. 28. новембра, без знања о британском одговору или било какве информације од Мерсијеа из Сједињених Држава, Наполеон се састао са својим кабинетом. Нису се двоумили око илегалности акција САД и сложили су се да подрже британске захтеве који год они били. Тувенел је писао Шарлу де Флаоу у Лондон да обавести Британце о њиховој одлуци. Након што је сазнао стварни садржај британске депеше, Тувенел је рекао британском амбасадору лорду Каулију, да захтев има његову пуну подршку, и 4. децембра су послата упутства Мерсијеу да подржи Лајонса.
Дошло је до мањег комешања када су генерал Винфилд Скот, доскорашњи командант свих снага Уније, и Тарлоу Вид, познат као близак сарадник Сјуарда, стигли у Париз. Њихова мисија, да парирају пропагандним напорима Конфедерације, је одређена пре него што је дошло до афере Трент, али је амбасадору Каулију тајминг био необичан. Кружиле су гласине да је Скот за цео инцидент кривио Сјуарда који је наводно некако изманипулисао Линколна да се прећутно сагласи са заробљавањем. Скот је зауставио гласине писмом 4. децембра, објављеном у париском „Конституционалу“, које су пренеле новине широм Европе, укључујући и већину лондонских листова. Демантујући гласине, Скот је истакао да „сваки инстинкт разборитости, као и добрих комшијских односа наводи нашу владу да не сматра ниједну часну жртву превеликом у циљу очувања пријатељства са Великом Британијом“.
Џон Брајт и Ричард Кобден, чврсти поборници Сједињених Држава у Британији и вође Лиге против кукурузних закона, су такође истицали тврдње како су намере Сједињених Држава биле бенигне. Обојица су износили изражене резерве у вези са легалношћу америчких акција, али су чврсто истицали како Сједињене Државе нису имале агресивне намере против Велике Британије. Брајт је јавно тврдио да није тачно да је Вашингтон намерно испланирао сукоб. Почетком децембра, у говору пред својим гласачима, он је осудио британске војне припреме „пре него што смо изнели свој став америчкој влади, пре него што смо чули и реч одговора од ње, сви треба да се наоружамо до зуба, сваки мач да искаче из корица, сваки човек да тражи своје пиштоље и пушке?“ Кобден се придружио Брајту говорима на јавним скуповима и писмима новинама, организаторима скупова којима није могао да присуствује, и утицајним људима унутар и ван Британије. Како је време протицало, гласови који су се противили рату су били све гласнији, и Кабинет је такође почео да разматра алтернативе рату, укључујући и арбитражу.

### Војне припреме (децембар 1860 – децембар 1861)
Чак и пре него што је Грађански рат избио, Британији је, у складу са својим глобалним интересима, била потребна војна политика у вези са поделом Сједињених Држава. 1860 контраадмирал Сер Александер Милн је преузео команду за Северну Америку и Западне Индије у оквиру Краљевске морнарице. 22. децембра 1860, док је сецесија још увек била у својим раним фазама, Милнова наређења су била да избегава „сваку меру или демонстрацију за коју би се очекивало да ће да увреди било коју страну у Сједињеним Државама, или да начини привид сврставања на било коју од страна; уколико би се унутрашњи спорови у Сједињеним Државама развили до размера раздвајања“. До маја 1861, у складу са овим упутствима и у складу са дуготрајном политиком Краљевске морнарице да се избегавају луке где су појаве дезертирања вероватније, Милн је избегавао америчку обалу. 13. маја је издата декларација о неутралности. Ово је појачало британску забринутост због претње од корсара Конфедерације као и због претње правима британских бродова која проистичу из неутралности услед Унијине блокаде, и стога су Милну послата појачања. 1. јуна, британске луке су затворене за било какав поморски плен, што је било од велике користи за Унију. Милн је пратио ефикасност Унијине блокаде, али није никада није учинио напор да оспори њену ефикасност, и праћење је прекинуто у новембру 1861.
Милн је 14. јуна примио писмо од Лајонса, у коме је писало да не треба да „сматра изненадну објаву рата против нас од стране Сједињених Држава догађајем који је у свеукупно немогућ у било ком тренутку“. Милн је упозорио своје раштркане трупе, а у писму Адмиралитету 27. јуна је тражио додатна појачања и жалио се на слабост одбрана у Западним Индијама. Милн је јасно истакао да су његове постојеће снаге у потпуности заузете једноставном заштитом трговине и одбраном поседа, и то умногоме неадекватно. Имао је само један брод доступан за „било коју специјалну службу која би могла да буде изненада захтевана“.
The Војвода од Сомерсета, Први лорд Адмиралитета, се противио Палмерстоновој намери да пошаље појачања Милну. Он је сматрао да је постојећа сила сачињена углавном од пароброда надмоћна у односу на флоту Уније коју су чинили углавном једрењаци, и није желео додатне трошкове у тренутку када је Британија била у поступку реновирања своје флоте челичним бродовима. Због овог отпора унутар Парламента и Кабинета, историчар Кенет Борн је закључио, „Стога, када су вести о скандалу Трент стигле у Енглеску, Британци још увек нису били заиста спремни за рат око кога су се готово сви слагали да је био неизбежан уколико Унија не одступи.“

#### Копнене снаге
На копну, крајем марта 1861, британија је имала 2.100 редовних војника у Новој Шкотској, 2.200 у остатку Канаде, и раштркане испоставе у Британској Колумбији, Бермудима, и Западним Индијама. Генерал лајтнант сер Вилијам Фенвик Вилијамс, главнокомандујући у Северној Америци, се сналазио колико је могао са малим снагама које је имао на располагању, али је упорно писао надређенима у Британији да су му потребна значајна појачања да би припремио своје одбрамбене положаје адекватно.
Одређена појачања су послата у мају и јуну. Међутим, када је Палмерстон, узнемирен због блокаде и Афере Трент, тражио повећање броја регуларних војника у Канади на 10.000, сусрео се са отпором. Сер Џорџ Корнвол Луис, начелник Министарства рата, је поставио питање да ли постоји било каква стварна претња за Велику Британију. Он је сматрао да је „невероватно да би било која разборита влада у тренутку грађанског рата беспотребно увећавала број својих непријатеља, и, штавише, на себе навлачила непријатељство тако значајне силе као што је Енглеска“. Током дебате у Парламенту 21. јуна, постојало је начелно противљење слању појачања, на основу политичких, војних и економских аргумената. Ово је било у вези са већ постојећим покушајем Парламента да пребаци већи део терета одбране Канаде на локалну владу. Колонијални секретар Њукасл, је сматрао да су Вилијамсови захтеви били део обрасца од „последњих пар година“, током којих је он „био врло плодоносан у захтевима и предлозима“. Њукасл је такође био забринут због недостатка зимског смештаја доступног за додатне трупе, и бојао се да би дезертерство било озбиљан проблем.
Од почетка афере Трент, британске вође су биле свесне да је изводљива војна опција била кључна за одбрану националних интереса. Први лорд адмиралитета је сматрао да Канаду није могуће одбранити од озбиљног напада од стране Сједињених Држава, а њено поновно освајање би било тешко и скупо. Борн је уочио, „Након 1815, двозначност англо-америчких односа, шкртост Дома комуна и огромне практичне потешкоће су изгледа увек спречавале да се начине адекватне припреме за англо-амерички рат.“ Сомерсет је предлагао поморски рат уместо копненог рата.
Војне припреме су отпочеле убрзо након што су вести о Тренту стигле у Велику Британију. Секретар рата, сер Џорџ Луис је одмах предложио слање „тридесет хиљада пушака, артиљеријску батерију и неке официре у Канаду“. Писао је лорду Палмерстону 3. децембра, „предлажем да ангажујемо Канардов пароброд и пошаљемо један пук и једну батерију артиљерије следеће недеље“ уз слање још три пука и још артиљерије чим буде могуће. Међутим, имајући у виду стање у северном Атлантику током зиме, појачања би морала да се искрцају у Новој Шкотској, јер Сен Лорен почиње да леди у децембру.
Расел је био забринут да би Луис и Палмерстон могли да пренагле са акцијама које би онемогућиле евентуално мирно решење, па је тражио да се оформи „мали комитет …[да] помогне Луису и војводи од Самерсета“ у њиховим ратним плановима. Група је оформљена и састала се 9. децембра. Састојала се од Палмерстона, Луиса, Сомерсета, Њукасла, лорда Гранвила (секретара спољних послова) и војводе од Кембриџа (главнокомандујућег Британске војске), а саветници су били гроф од Греја (Луисов подсекретар), лорд Ситон (бивши главнокомандујући Канаде), генерал Џон Фокс Бургојн (главни инспектор утврда) и пуковник П. Л. МакДугал (бивши командир Канадског краљевског стрељачког пука). Први приоритет комитета је била одбрана Канаде, а комитет се истовремено ослањао на планове претходних разматрања овог питања, као и на информације које је сам комитет прибавио током сведочења стручњака.
Ресурси које су Британци тренутно имали у Канади су бројали пет хиљада редовних трупа и отприлике једнак број „слабо обучене“ милиције од које је само једна петина била организована. Током децембра, Британци су успели да пошаљу додатних 11.000 војника преко 18 транспортних бродова, а крајем месеца су били спремни да пошаљу још 28.400 људи. До краја децембра, кад је криза завршена, Британци су имали 924 официра и 17.658 војника насупрот очекиваној америчкој инвазији која би бројала између 50.000 и 200.000 људи. Ферис наводи у футноти 30 на страни 219 да су његови подаци углавном засновани на Борну који „је једини научник, верујем, који је испитао већину значајних архивских извора“.</ref> Укључујући јединице послате копном и Британске снаге које су се већ налазиле у Провинцији Канада, британске снаге у провинцији би бројале девет пешадијских батаљона и четири батерије пољске артиљерије до средине марта 1862, што су снаге еквивалентне четири бригаде (то јест једна дивизија), са четири пешадијска батаљона и две батерије пољске артиљерије (еквивалент две додатне бригаде) подељене између Њу Бранзвика и Нове Шкотске. Британци су такође имали 12 батерија гарнизонске артиљерије - шест у Провинцији Канада, три у Новој Шкотској, две у Њу Бранзвику и једну у Њуфаундленду - као и три инжењеријске чете у Канади плус разне штабне, сервисне и елементе подршке
Пет пешадијских батаљона, три батерије пољске артиљерије и шест батерија гарнизонске артиљерије је пребачено морем од Халифакса у Новој Шкотској до Сент Џона у Њу Бранзвику, а затим копном санкама од Сент Џона до Ривјер ди Луа у Провинцији Канада, између 1. јануара 1862 и 13. марта 1862. Десетодневни пут копном и пруга од Ривјер ди Лу до Квебека, је била дан марша удаљена од границе (на неким местима, копнени прелаз је био готово у пушкомету од територије Сједињених Држава у Мејну), па је британски штаб испланирао постављање пешадије да брани пут уколико буде потребно. 96. пук, који је путовао Калкутом, је стигао у Њу Бранзвик у фебруару; други део је био приморан да одустане од даљег пута на Азорима, када је њихов брод, Викторија, умало потонуо. Штабно особље, које се искрцало у Халифаксу 5. јануара 1862, након што је криза окончана, је одлучило да иде бржим путем до Монтреала, па су се, прекривши војне ознаке на пртљагу да би прикрили свој идентитет, укрцали на Канардов пароброд до Бостона, одакле су ухватили воз до Монтреала.
Генерал Вилијамс је у Канади обилазио утврђења током новембра и децембра. Историчар Гордон Ворен је писао да је Вилијамс закључио да су „утврђења била или у стању распада или непостојећа, и да је количина рада неопходног за поправку била ошамућујућа“. Британска влада је проценила да је за одбрану Канаде било потребно 10.000 редовних војника и 100.000 помоћних снага, које би чиниле посаду гарнизона и нападима ометале непријатељева крила и позадину. У Канади су постојала два потенцијална извора људства за ове помоћне трупе: седећа милиција, која се састојала од свих канадских мушкараца старости између 16 и 50 година, и добровољачке организације. Борн је сумирао ове две опције на следећи начин:
Упркос поносној традицији - или можда баш због ње - бројчано стање канадске милиције је опало тако да је представљала силу само на папиру. По закону, целокупно мушко становништво између осамнаест и шездесет година старости су били војни обвезници, али за велику већину њих, седећу милицију, ово је подразумевало само регрутацију. Једине активне снаге, добровољци, су имали свега шест или дванаест дана тренинга годишње, зависно од рода службе, а од 5.000 прописаних у пракси је у јуну 1861. постојало њих само око 4.422 - „јадно мала сила! А многи од њих и слабо обучени, осим уколико се стање значајно поправило од претходне године“, био је Њукаслов коментар.
Вилијамсов задатак регрутовања, наоружавања и дисциплиновања ове војске је био сличан задацима са којима су вође Уније и Конфедерације биле суочене почетком Грађанског рата, годину дана раније. У провинцији Канада, Британци су имали 25.000 пушака, од чега 10.000 са глатким цевима, а у поморским провинцијама (Њу Брансвик, Нова Шкотска и острво Принца Едварда) су имали 13.000 пушака и 7.500 са глатким цевима: иако је у Енглеској постојала довољна количина оружја спремног за испоруку, тешкоћа се огледала у транспортовању овог оружја у Канаду. 30.000 Енфилд пушака је послато 6. децембра Мелбурном, и Тајмс је објавио да је до 10. фебруара стигло модерног наоружања и опреме за 105.550 војника, и 20 милиона оквира са муницијом.
Дана 2. децембра, на Вилијамсов захтев, Канадска влада је пристала да подигне број активних добровољаца на 7.500. Услед ризика од рата, број добровољаца је нарастао на 13.390 до маја 1862, мада је број „ефикасних“ добровољаца износио само 11.940. 20. децембра, Вилијамс је такође започео обуку по једне чете од 75 људи из сваког батаљона Седеће милиције, што је око 38.000 људи, са намером да се овај број повећа на 100.000. Ворен је описао Седећу милицију одмах након регрутације, пре него што су им подељени оружје и опрема, на следећи начин:
Нетренирани и недисциплиновани, појављивали су се у свакаквој одећи, са каишевима од липове коре и гранчицама зеленог балзама у шеширима, носећи спектар оружја који је укључивао кремењаче, сачмаре, пушке и косе. Њихови официри, који су наређења започињали речју „молим“, су се трзали у ужасу док су формације шумара тумарале лево-десно на команду да скрену улево.
До лета 1862, дуго након што је криза разрешена, канадских добровољаца је било 16.000; 10.615 пешадинаца; 1.615 коњаника; 1.687 артиљераца; 202 инжињераца добровољаца поред нових трупа које још нису примљене у службу и милицију. Подаци за 1862. показују да је било 470.000 припадника милиције доступних у Канади, али заједно са добровољцима није било очекивано да се регрутује више од 100.000 канадских војника за активну службу. Војни планови за Канаду су сачињени у контексту начелне неспремности канадске војске, па су се планови ослањали на трупе које не би биле доступне до пролећа 1862. Канада није била спремна за рат са Сједињеним Државама. У ратном кабинету је дошло до неслагања између МакДугала, који је веровао да ће Унија зауставити рат који је у току и окренути своју пуну пажњу на Канаду, и Бургојна, који је веровао да ће се рат наставити. Међутим, обојица су се слагала да ће се Канада суочити са великим копненим нападом из Сједињених Држава, и обојица су сматрала да ће том нападу бити тешко одолети. Одбрана је зависила од „екстензивног система утврда“ и „успостављања контроле над језерима“. Иако је Бургојн истицао природне тактичке предности одбрамбене борбе из снажних утврда, чињеница је била да претходно начињени планови за утврђивање нису били спроведени у дело. Кад су у питању Велика језера, ни Канада ни Сједињене Државе нису у новембру имале поморско присуство вредно помена. Британци би овде били рањиви најраније до пролећа 1862.

#### Планови за инвазију
Обзиром да је британска одбрана била рањива, британски стратези су предложили идеју канадске инвазије на Сједињене Државе. Постојала је нада да би успешна инвазија довела до окупације великих делова Мејна, укључујући Портланд. Британци су веровали да би ово натерало Сједињене Државе да преусмере снаге које би у супротном биле искоришћене за инвазију ка својим саобраћајним везама које су спајале исток и запад. Бургојн, Ситон и МакДургал су подржали план и Луис га је изложио Палмерстону 3. децембра. Међутим нису начињене никакве припреме за овај напад, а за успех напада је било важно да буде започет на самом почетку рата. МакДугал је веровао да „се сматра да постоји јака група у Мејну која подржава анексију од стране Канаде“ (ово веровање је Борн окарактерисао као „дубиозно“), и да би та група потпомогла британску инвазију. Хидрограф Адмиралитета, капетан Вашингтон и Милн су сматрали да би, ако таква група постоји, било боље одложити напад и сачекати док не постане очигледно да „је држава вољна да промени господаре“

#### Поморске снаге
Највећа снага Британије је била на мору и ту су Британци били најспособнији да зарате са Сједињеним Државама у случају потребе. Адмиралитет је 1. децембра писао Раселу да Милн „треба да обрати посебну пажњу на мере које би могле бити неопходне за заштиту важне трговине између Америке, Западних Индија и Енглеске“. Међутим, Сомерсет је издао провизиона наређења британским бродовима широм света да се припреме да нападају америчке бродове где год их сретну. Кабинет се такође сагласио да је успостављање и одржавање чврсте блокаде кључно за британски успех.
1864 Милн је писао да је његов план био:
… да осигурам наше базе, посебно Бермуду и Халифакс, подигнем блокаду јужњачких лука коришћењем ескадрона [...] затим да одмах блокирам, колико год ефикасно ми моја средства дозволе, северњачке луке, и да делујем у заливу Чесапик у садејству са јужњачким снагама …
По питању могућих заједничких операција са Конфедерацијом, Сомерсет је писао Милну 15. децембра:
… начелно би било добро избегавати колико год је то могуће било какве здружене операције великих размера (осим у случајевима који се тичу флоте), у циљу било каквог варљивог пројекта попут напада на Вашингтон или Балтимор; — искуство показује готово без изузетка велике штете од удружених операција армија различитих држава; а у овом случају, предност непријатеља који држи одбрамбени положај би далеко више него надоместила удруживање снага против њега.
Сомерсет се противио идеји напада на тешко утврђене положаје а Милн се са тим слагао:
Циљ рата, наравно, може бити само да се непријатељ онеспособи. То јест његова трговина, а од трговине то може бити само поморска трговина. Никакав циљ не би био постигнут ако би саме тврђаве биле нападане, јер модерни погледи обесмишљавају наношење штете граду. Ако се на бродове пуца у луци, град ће трпети; стога на бродове не може да се пуца. Ово у ствари ограничава на операције против пловила на мору. Ако је град небрањен или је одбрана потчињена, може бити успостављен ембарго и захтевана исплата.
Британци су чврсто веровали да имају поморску надмоћ у односу на Унију. Иако је Унија имала више бродова него што је Милн имао на располагању, добар део флоте Сједињених Држава су представљали пренамењени трговачки бродови, а британци су имали и надмоћ у укупном броју топова. Борн је истакао да би се ова надмоћ могла изменити током рата како се обе стране више буду окретале оклопњачама. Конкретно, британске оклопњаче су имале дубљи газ и нису могле да делују у америчким приобалским водама, због чега би блиска блокада зависила од дрвених бродова који су били рањиви у односу на оклопњаче Уније..
Ворен је закључио да је „британска светска надмоћ из седамнаестог и осамнаестог века нестала; Краљевска морнарица, иако моћнија него икад, више није владала таласима”. Војни историчар Расел Вигли се сложио са Вореновом анализом и додао:
Краљевска морнарица је задржала привид поморске надмоћи у највећој мери зато што је постојала у поморском вакууму, без озбиљних ривала осим с пола срца изведених и спорадичних изазова од стране Француза. Уз то, британској морнарици би било тешко да успостави озбиљно присуство на северноамеричкој обали. Надолазак парног погона је уништио могућност њених најбољих бродова да крстаре неограничено дуго америчким водама као ескадрони за блокаде, као што су чинили 1812. Чак и уз велику базу у Халифаксу, или могућу помоћ од стране конфедерацијских лука, за британску морнарицу би био неизвестан подухват да одржава снаге на обали Сједињених Држава. Ниједна морнарица базирана на парном погону није са успехом вршила операције против разумно снажног непријатеља на удаљености коју би транс-атлантски рат представљао за британску флоту све до похода морнарице Сједињених Држава против Јапана у Другом светском рату..

### Секундарни извори
- Adams, Jr., Charles Francis (април 1912), „The Trent Affair”, The American Historical Review, 17 (3)
- Adams, Ephraim Douglass (1924), „"VII: The Trent"”, Great Britain and the American Civil War, 1, Longmans Green, Архивирано из оригинала 27. 9. 2007. г.
-Baxter, The British Government and Neutral Rights, p. 16; Bourne, Kenneth (1961). „British Preparations for War with the North, 1861-1862”. The English Historical Review. 76 (301): 600—632. JSTOR 558199. doi:10.1093/ehr/LXXVI.CCCI.600.
- Campbell, W.E. (1999). „The Trent Affair of 1861”. The (Canadian) Army Doctrine and Training Bulletin. 2 (4): 56—65.
- Carroll, Francis M. (2012). „The American Civil War and British Intervention: The Threat of Anglo-American Conflict”. Canadian Journal of History. 47 (1): 87—116. doi:10.3138/cjh.47.1.87.
- Donald, David Herbert (1970). Charles Sumner and the Rights of Man. Open Road Media. стр. 31—46. ISBN 9781504034043.
- Donald, David Herbert; Baker, Jean Harvey; Holt, Michael F. (2001). The Civil War and Reconstruction. Norton. ISBN 9780-393-97427-0.
- Ferris, Norman B. (1977). The Trent Affair: A Diplomatic Crisis. University of Tennessee Press. ISBN 9780-87049-169-6.; велика историјска монографија.
- исечак
- Goodwin, Doris Kearns (2005). Team of Rivals: The Political Genius of Abraham Lincoln. Simon and Schuster. ISBN 9780-684-82490-1.
- Graebner, Norman A. David Herbert Donald, ур. (1960). „Northern Diplomacy and European Neutrality”. Why the North Won the Civil War. ISBN 9780-684-82506-9. (ревизија из 1996)
- Hubbard, Charles M. (1998). The Burden of Confederate Diplomacy. University of Tennessee Press. ISBN 9781-57233-092-4.
- Jones, Howard (1992). Union in Peril: The Crisis Over British Intervention in the Civil War. U of Nebraska Press. ISBN 9780-8032-7597-3.
- Jones, Howard (2010). Blue & Gray Diplomacy: A History of Union and Confederate Foreign Relations. University of North Carolina Press. ISBN 9780807833490. online.
- Mahin, Dean B. (1999). One War at A Time: The International Dimensions of the Civil War. Brassey's. ISBN 978-1-57488-209-4.
- Monaghan, Jay (1945). Abraham Lincoln Deals with Foreign Affairs. U of Nebraska Press. ISBN 9780-8032-8231-5. (издање из 1997)
- Musicant, Ivan (1995). Divided Waters: The Naval History of the Civil War. Book Sales. ISBN 9780-7858-1210-4.
- Niven, John (1995). Salmon P. Chase: A Biography. Oxford University Press. ISBN 9780-19-504653-3..
- Taylor, John M. (1991). William Henry Seward: Lincoln's Right Hand. Brassey's. ISBN 9781-57488-119-6.
- Walther, Eric H. (2006). William Lowndes Yancey: The Coming of the Civil War. ISBN 9780-7394-8030-4.
- Warren, Gordon H. (1981). Fountain of Discontent: The Trent Affair and Freedom of the Seas. Northeastern University Press. ISBN 9780-930350-12-3.
- Weigley, Russell F. (2000). A Great Civil War. Indiana University Press. ISBN 9780-253-33738-2.

### Примарни извори
- Baxter, James P. (1928). „Papers Relating to Belligerent and Neutral Rights, 1861-1865”. The American Historical Review. 34 (1): 77—91. JSTOR 1836481. doi:10.2307/1836481.
- Baxter, James P. (1928). „The British Government and Neutral Rights, 1861-1865”. The American Historical Review. 34 (1): 9—29. JSTOR 1836476. doi:10.2307/1836476.